# オン マイ ウェイ（ON MY WAY）
『オン マイ ウェイ(ON MY WAY)』は、NHK Eテレで2015年10月9日から2020年10月2日まで放送されていた小学校5〜6年生及び中学校向けの道徳番組、ドキュメンタリー番組である。字幕放送、及び視覚障害者向けに副音声による解説放送を行っていた。
『困難に立ち向かう挑戦者のドキュメンタリー』が本番組のメインテーマとなっている。
本番組のナビゲーターを担当するmiwaは、これがテレビ初レギュラー番組となる。また、miwaはナビゲーターに加えて、ナレーションとエンディングテーマも担当している。
なお、NHK for School 利用ガイド2015における本番組の当初タイトルは『新・道徳ドキュメント』というタイトルとなっていた。

## 概要
本番組では、いろんな困難に立ち向かう挑戦者たちが、人生の途中で何を考えてどう行動したのかを、彼らのストーリーから未来を切り開くためのヒントを探すとともに、それぞれのストーリーから導き出される「生き方の問い」を子供たちに投げかけ、より良い自分や社会の姿について考えるきっかけを作る内容となっている。
ドキュメントを通して学ぶ道徳教育番組で、本番組の前番組である『道徳ドキュメント』の要素を引き継ぎつつも、本番組では1人の人物にスポットを当てている点が大きな特徴となっている。
2018年以降新作は制作されず再放送のみとなり、2019・2020年度は半期間のみのセレクション放送となった。2021年度は編成されないことになり、NHKの公式サイトも閉鎖、動画配信も終了となった。後継番組は『SEED なやみのタネ』。

## 放送時間
放送枠は、本番組と同様に小学5〜6年及び中学校向け道徳番組で2015年前期に放送された『ココロ部!』の枠を引き継ぐ形になっている。
- 2015年度後期：金曜日 09:50 - 10:00（第1シーズン初回放送）
- 2016年度前期：金曜日 09:40 - 09:50（第1シーズンのリピート放送）
- 2016年度後期：
  - 金曜日 09:40 - 09:50（第2シーズン初回放送）
  - 金曜日15:30 - 15:40（第1シーズンのリピート放送）
- 2017年度前期：金曜日 09:40 - 09:50（第2シーズンのリピート放送）
- 2017年度後期：金曜日 09:40 - 09:50（新作2本の後、第1シーズンのリピート放送）
- 2018年度前期：水曜日 15:30 - 15:40（第1シーズンを中心にリピート放送）
- 2018年度後期：水曜日 09:20 - 09:30（第2シーズンを中心にリピート放送）
- 2019年度前期：放送なし
- 2019年度後期：水曜日 09:20 - 09:30（22回のうち11回分をセレクション放送）
- 2020年度前期：金曜日 09:30 - 09:40（22回のうち10回分をセレクション放送）

## ナビゲーター
- miwa

## エンディングテーマ
- miwa『始まりは終わりじゃない』(1シーズン)
- miwa『オンマイウェイ』（2シーズン、2016年10月14日 - ）[6]

## 放送リスト
| 第1シーズン        | 第1シーズン                                        | 第1シーズン    |
| 回                 | タイトル                                           | 初回放送日     |
| ------------------ | -------------------------------------------------- | -------------- |
| 1                  | 弱さに打ち勝つためには？                           | 2015年10月09日 |
| 2                  | 心の壁をなくすには？                               | 2015年10月23日 |
| 3                  | 動物と生きるためには？                             | 2015年11月06日 |
| 4                  | 新しいものを生み出すためには？                     | 2015年11月20日 |
| 5                  | 伝統を守るとはどういうことだろう？                 | 2015年12月04日 |
| 6                  | 死を前にして人は何を思うのだろう？                 | 2016年01月08日 |
| 7                  | ペットの命を守るためには？                         | 2016年01月29日 |
| 8                  | マイナスをプラスにするためには？                   | 2016年02月12日 |
| 9                  | 夢はどこまで追いかければいいんだろう？             | 2016年02月26日 |
| 10                 | 人が暮らすためになにが必要なんだろう？             | 2016年03月11日 |
| 第2シーズン        |                                                    |                |
| 回                 | タイトル                                           | 初回放送日     |
| 11                 | 偏見をなくすためには？                             | 2016年10月14日 |
| 12                 | がんばり続けるためには何が必要なんだろう？         | 2016年10月28日 |
| 13                 | 目標は何のためにあるんだろう？                     | 2016年11月11日 |
| 14                 | 一歩踏み出すためには何が必要なんだろう？           | 2016年11月25日 |
| 15                 | みんなとの距離を縮めるにはどうしたらいいんだろう？ | 2016年12月09日 |
| 16                 | 人を思いやるには何が必要なんだろう？               | 2017年01月13日 |
| 17                 | 人を支えるには何が必要なんだろう？                 | 2017年01月27日 |
| 18                 | 仕事のやりがいってなんだろう                       | 2017年02月10日 |
| 19                 | 責任感を持つにはどうすればいいんだろう？           | 2017年02月24日 |
| 20                 | 幸せって何だろう？                                 | 2017年03月10日 |
| 2017年度追加制作分 |                                                    |                |
| 回                 | タイトル                                           | 初回放送日     |
| 21                 | 人とつながるためには何が必要なんだろう？           | 2017年10月13日 |
| 22                 | 相手に伝えるには何が必要なんだろう？               | 2017年10月27日 |